# Mustafa Mond
Mustafa Mond – bohater powieści Aldousa Huxleya Nowy wspaniały świat. Jeden z 10 zarządców Republiki Świata, kieruje on Europą Zachodnią ze swojej siedziby w Londynie. Jego oficjalny tytuł brzmi Jego Fordowska Mość.

## Kontekst
Po raz pierwszy poznajemy go, gdy w siedzibie Ośrodka Rozrodu i Wychowania tłumaczy studentom jak wyglądał dawny świat przed wojną dziewięcioletnią oraz jakich użyto zabiegów, aby uczynić go krainą powszechnej szczęśliwości. Później doprowadza on do sprowadzenia z rezerwatu w Nowym Meksyku Johna zwanego Dzikusem i jego matkę Lindę, aby poddać ich naukowym eksperymentom (bowiem w tym świecie, gdzie wyeliminowano żyworództwo i tworzenie ludzi odbywa się metodą mechaniczną jest to istny ewenement), a ich opiekunem czyni Bernarda Marksa. Niestety początkowe zachwyty Dzikusa nad światem, gdzie został sprowadzony przekształcają się w silną odrazę do niego. Dochodzi do sytuacji, gdzie próbuje on zmusić niższe klasy społeczne do walki o wolność, niszcząc nieodłączny dla ich życia narkotyk – somę, co tylko zaognia sytuację.
Ponieważ bunty w tym świecie nie istnieją, Dzikus i jego towarzysze trafiają przed oblicze zarządcy, gdzie dochodzi do decydującej rozmowy. John broni w niej tradycyjnych wartości i starych prawd, a Mustafa pokazuje mu istotę tego świata jaką jest konieczność utrzymania za wszelką cenę stabilności oraz takiego jego zorganizowania, by nie starczało ludziom czasu na nic innego niż życie w powszechnej szczęśliwości. Nieubłaganą ceną jaką trzeba za to zapłacić jest konieczność zastąpienia wysokiej kultury przez tanią rozrywkę (m.in. czuciofilmy), nauki przez nieprzynoszące niczego wielkiego praktyczne badania mające na celu niewielkie udoskonalenie panującego porządku oraz religii przez bezsensowne, nic nie wnoszące, mające podtrzymywać wiarę w doskonałość świata rytuały ku czci Forda. Tę cenę musiał zapłacić też sam zarządca, który jako zdolny fizyk wykraczający badaniami poza dozwolone granice został zmuszony do udziału w Radzie Zarządzającej (alternatywą było dobrowolne wygnanie), ale za cenę porzucenia nauki.

## Interpretacja
Mustafa Mond to postać reprezentująca wartości technologicznie zaawansowanego i zunifikowanego świata, które wyraźnie kontrastują z tradycyjnymi wartościami. Nie jest on jedynie antagonistą, lecz głosem polemicznym, który zmusza głównego bohatera oraz czytelnika do ponownego przemyślenia swoich wartości i zrozumienia związanych z nimi złożoności oraz konsekwencji. Mond jest świadomy trywialności i nieautentyczności świata stworzonego przez nowoczesną technologię, jednak angażuje się w dialog na temat natury cierpienia i implikacji świata pozbawionego emocjonalnej głębi.